# PowerPark
PowerPark es un parque de atracciones localizado en Alahärmä, Finlandia. Se encuentra a lo largo de la autopista 19, a unos 65 kilómetros al norte de Seinäjoki y a unos 75 kilómetros al este de Vaasa. PowerPark fue fundado por Jorma Lillbacka, un empresario y financiero de Alahärmä.